# Thomisus candidus
Thomisus candidus là một loài nhện trong họ Thomisidae.
Loài này thuộc chi Thomisus. Thomisus candidus được John Blackwall miêu tả năm 1866.